# Endorama
Endorama je deveti studijski album njemačkog thrash metal sastava Kreator. Objavljen je u 28. rujna 1999. godine, a objavila ga je diskografska kuća Drakkar Records.
Na ovom albumu sastav gotovo u potpunosti napušta elemente industrial metala te se primarno posvećuje gothic metalu.

## Popis pjesama
| 1.    | »Golden Age«           | 4:51 |
| 2.    | »Endorama«             | 3:20 |
| 3.    | »Shadowland«           | 4:28 |
| 4.    | »Chosen Few«           | 4:31 |
| 5.    | »Everlasting Flame«    | 5:23 |
| 6.    | »Passage to Babylon«   | 4:25 |
| 7.    | »Future King«          | 4:44 |
| 8.    | »Entry« (instrumental) | 1:05 |
| 9.    | »Soul Eraser«          | 4:30 |
| 10.   | »Willing Spirit«       | 4:37 |
| 11.   | »Pandemonium«          | 4:11 |
| 12.   | »Tyranny«              | 4:00 |
| 50:05 |                        |      |

## Zasluge
Kreator
- Mille Petrozza – vokali, gitara, produciranje
- Jurgen Reil – bubnjevi
- Christian Giesler – bas-gitara
- Tommy Vetterli – gitara, programiranje, produciranje

Dodatni glazbenici
- Roland Kupferschmied – dodatno programiranje
- Tilo Wolff – dodatni vokali (na pjesmi 2)

Ostalo osoblje
- Detti Mohrmann – pred produkcija
- Jörg Sahm – pred produkcija
- Karlheinz Trapp – pred produkcija
- Jorg Steinfadt – inženjer zvuka
- Roland Kupferschmied – inženjer zvuka
- Aino Laos – inženjer zvuka, produciranje (vokala)
- Markus Mayer – omot albuma
- Ronald Prent – miksanje
- Hemdrik Ostrak – dodatno miksanje
- Rene Schardt – mastering
- Christian Wolf – okrestralni aranžmani
- Philip Lethen – fotografija
- Peter Dell – dizajn
- Britta Kühlmann - inženjer zvuka